# Siecino (wieś)
Siecino (niem. Zetzin) – wieś sołecka w Polsce położona w województwie zachodniopomorskim, w powiecie drawskim, w gminie Złocieniec. W latach 1975–1998 miejscowość administracyjnie należała do województwa koszalińskiego. Do 31 grudnia 2018 r. wieś należała do zlikwidowanej gminy Ostrowice. W roku 2007 wieś liczyła 117 mieszkańców.
Osada wchodząca w skład sołectwa: Dobrosław.
2 lipca 2018 mieszkańcy sołectwa w konsultacjach społecznych jednogłośnie opowiedzieli się za zniesieniem gminy Ostrowice (16 osób za, 1 osoba wstrzymała się od głosu, nikt nie był przeciwny).

## Geografia
Wieś leży ok. 5 km na południowy wschód od Ostrowic, na zachodnim brzegu jeziora Siecino.

## Zabytki
Do wojewódzkiego rejestru zabytków wpisane są:
- kościół ewangelicki, obecnie pw. św. Józefa, szachulcowy o układzie salowym z 1818 roku. Kościół filialny, rzymskokatolicki należący do parafii pw. Niepokalanego Poczęcia Najświętszej Maryi Panny w Ostrowicach, dekanatu Drawsko Pomorskie, diecezji koszalińsko-kołobrzeskiej, metropolii szczecińsko-kamieńskiej. Na wieży kościoła znajduje się dzwon z 1573 wykonany przez stargardzkiego ludwisarza Joachima Karstede[8]. Zachowany dwukondygnacyjny, kryształowy żyrandol z połowy XIX w. (biedermeier) - pierwotnie przeznaczony dla wnętrz pałacu - oraz kropielnica ze sztucznego kamienia z przełomu XIX i XX wieku i neoromański krucyfiks metalowy z początku XX wieku.

Na zewnątrz dzwonnica z połowy XIX w. o konstrukcji krosnowej, z dzwonem z 1623.
- park dworski, z trzeciej ćwierci XIX wieku, pozostałość po dworze

## Turystyka
We wsi znajduje się gospodarstwo agroturystyczne.

## Galeria

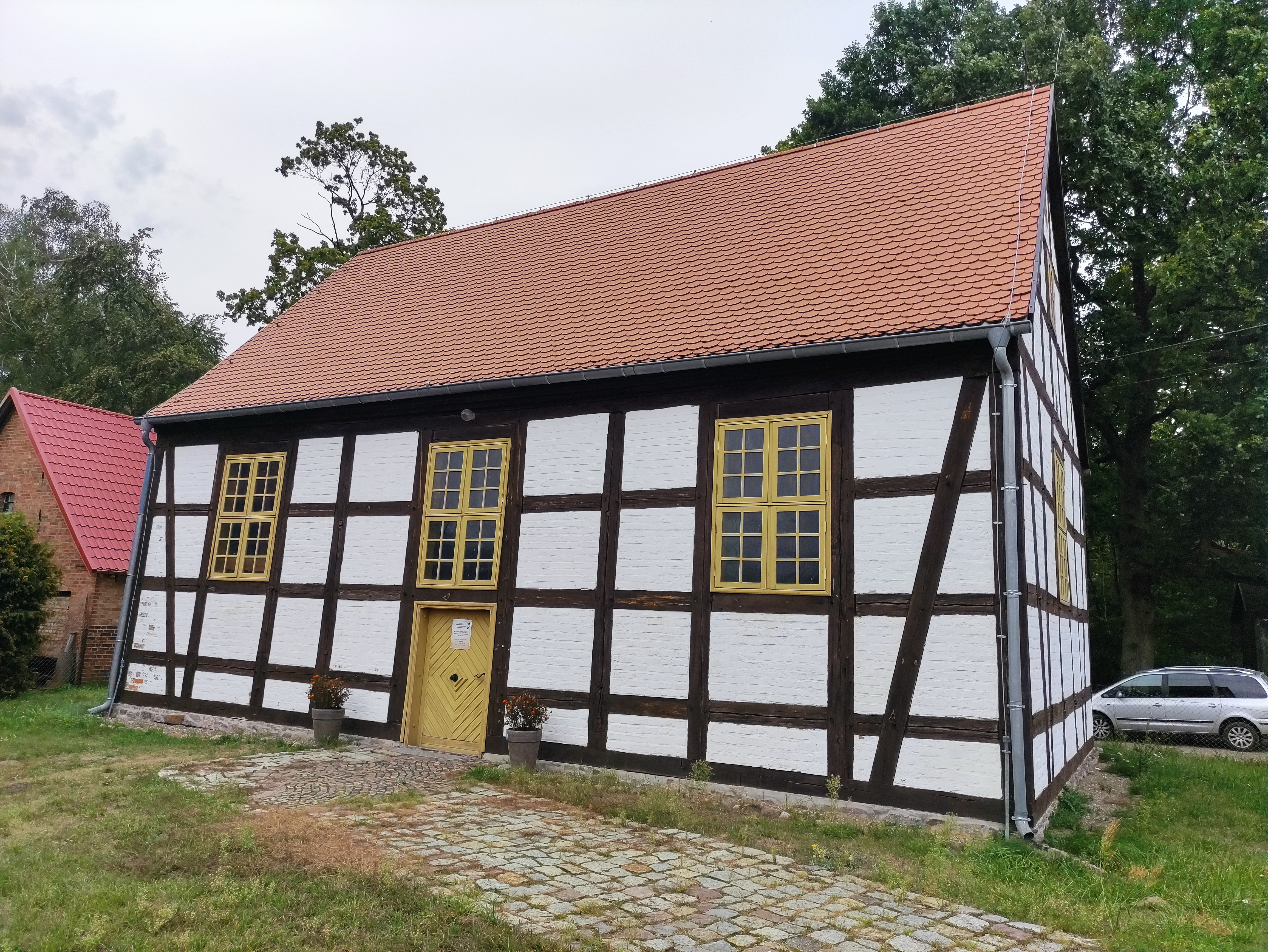
Kościół p.w. św. Józefa
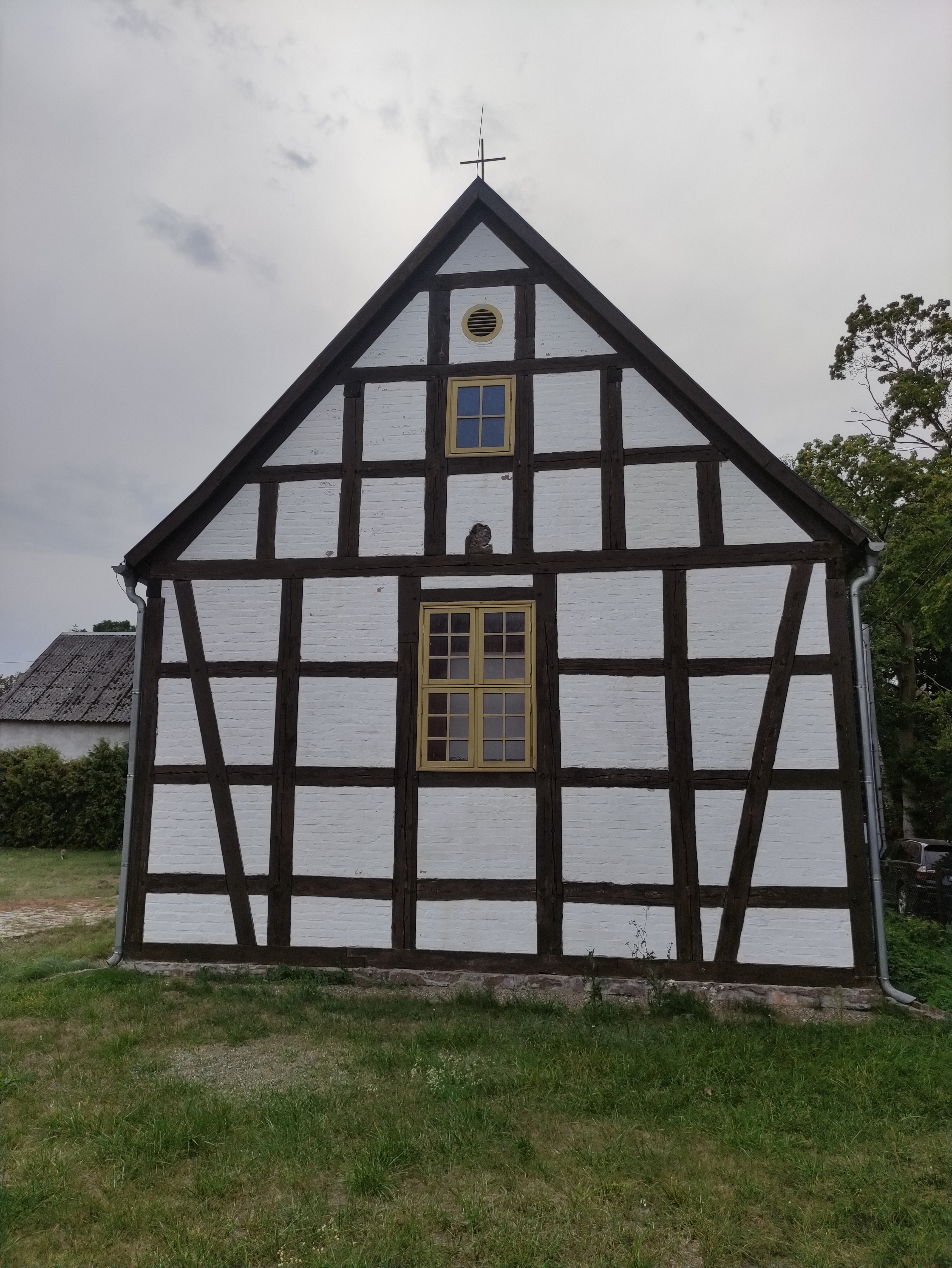
Kościół p.w. św. Józefa
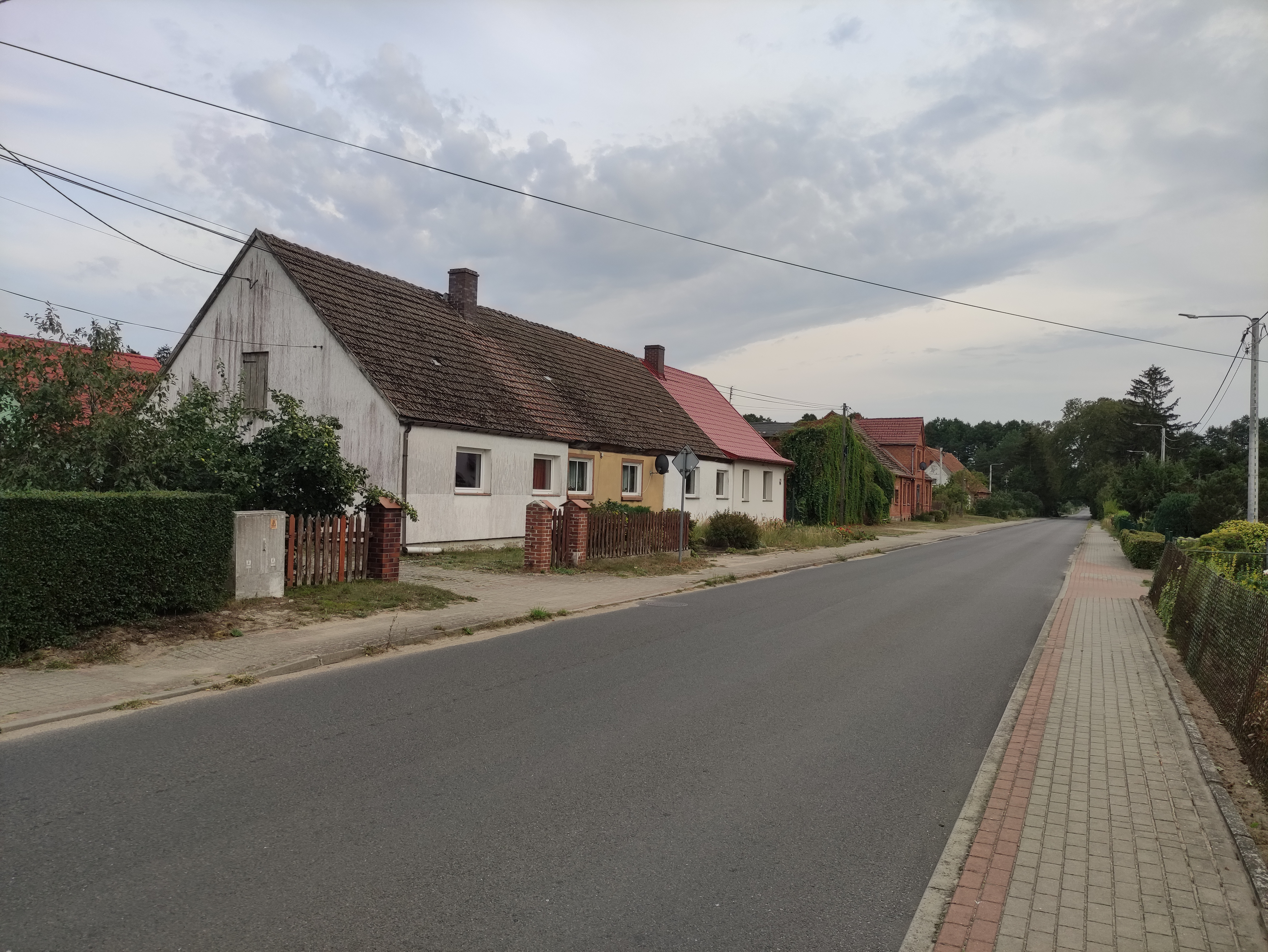
Domy we wsi
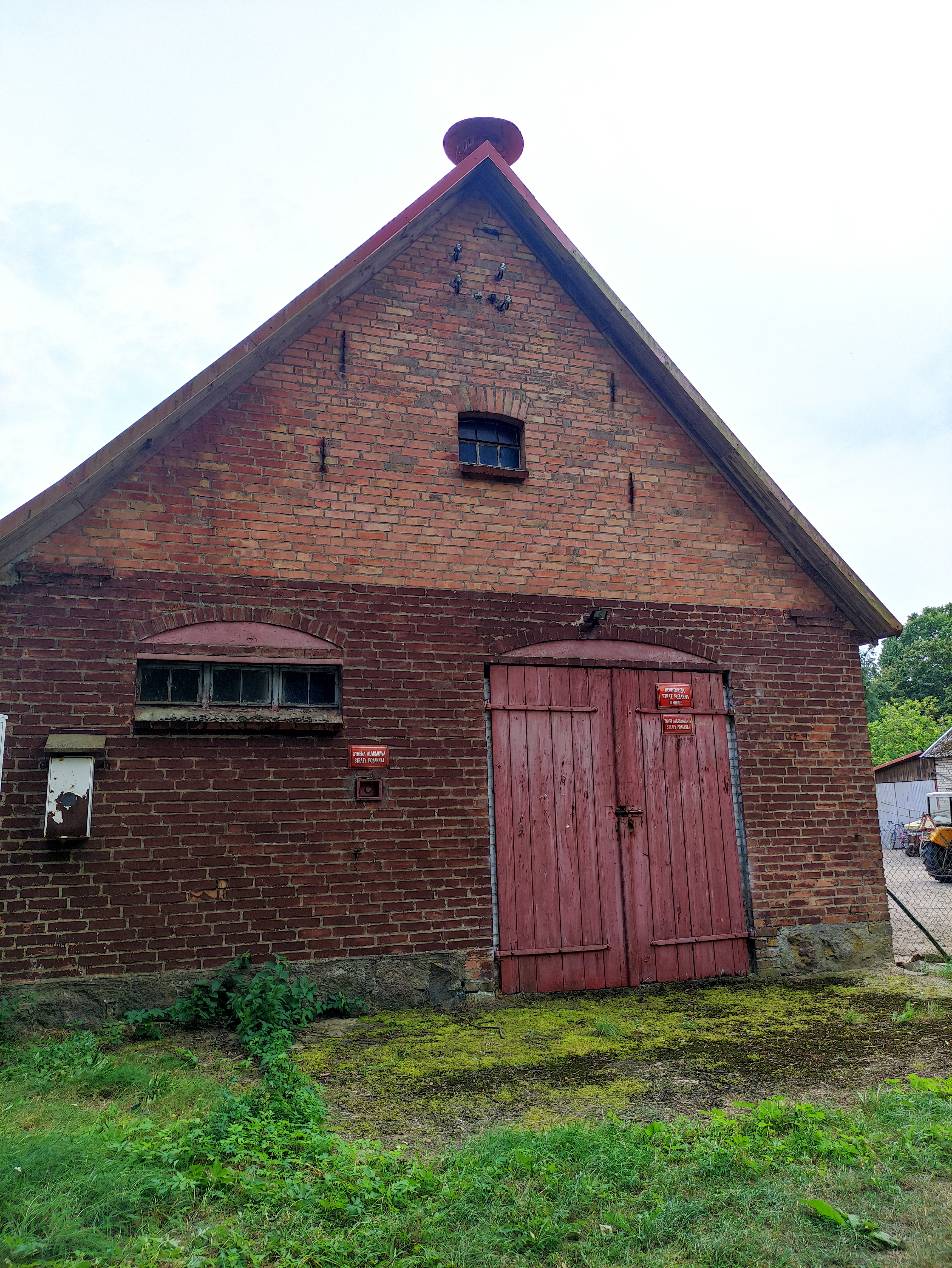
Budynek we wsi